# Afrikansk buksill
Afrikansk buksill (Ilisha africana) är en fiskart som först beskrevs av Bloch, 1795.  Afrikansk buksill ingår i släktet Ilisha och familjen Pristigasteridae. Inga underarter finns listade i Catalogue of Life.